# 古澤悌次
古澤 悌次（ふるさわ ていじ、1902年（明治35年）9月18日 - 没年不明）は、昭和時代前期の台湾総督府官僚。

## 経歴・人物
富山県富山市出身。1925年（大正14年）台北高等商業学校を卒業する。1930年（昭和5年）2月、台湾総督府属を拝命し、殖産局勤務となる。
1941年（昭和16年）6月、地方理事官に進み、台北州蘇澳郡守に就任した。のち台南州曽文郡守に転じた。